# Edge en Christian
Edge en Christian was een professioneel worsteltag-team dat actief was in de World Wrestling Federation (WWF). Dit team won in WWF 7 keer de WWF Tag Team Championship.

## In worstelen
- Afwerking bewegingen
  - Con–chair–to

- Kenmerkende bewegingen
  - Double flapjack
  - Double missile dropkick
  - Double spear
  - Sidewalk slam (Edge) / Falling reverse DDT (Christian) combinatie
  - Stack–superplex

- Kenmerkende wapen
  - Stoelen

- Managers
  - Kurt Angle
  - Terri Runnels
  - Gangrel

## Kampioenschappen en prestaties
- Insane Championship Wrestling
  - ICW Streetfight Tag Team Championship (2 keer)

- New Tokyo Pro Wrestling
  - NTPW Pro Tag Team Championship (1 keer)

- Pro Wrestling Illustrated
  - PWI Match of the Year (2000) vs. The Dudley Boyz en The Hardy Boyz (WrestleMania 2000, Triangle Ladder Match)
  - PWI Match of the Year (2001) vs. The Dudley Boyz en The Hardy Boyz (WrestleMania X-Seven, Tables, Ladders and Chairs Match)

- Southern States Wrestling
  - SSW Tag Team Championship (1 keer)

- World Wrestling Federation
  - WWF Intercontinental Championship (2 keer) - Edge
  - WWF Light Heavyweight Championship (1 keer) - Christian
  - WWF Tag Team Championship (7 keer)
  - King of the Ring (2001) - Edge

- Wrestling Observer Newsletter awards
  - Tag Team of the Year (2000)